# Astripomoea polycephala
Astripomoea polycephala är en vindeväxtart som först beskrevs av Hallier f., och fick sitt nu gällande namn av Bernard Verdcourt. Astripomoea polycephala ingår i släktet Astripomoea och familjen vindeväxter. Inga underarter finns listade i Catalogue of Life.